# Alluvione di Genova del 23 settembre 1993
L'alluvione di Genova del 23 settembre 1993 si è verificata in seguito a fortissime precipitazioni cadute principalmente in Val Varenna, causando 5 vittime (2 morti e 3 dispersi) e l'evacuazione di centinaia di abitazioni.
Il tragico evento ebbe luogo a pochi giorni dal primo anniversario dell'alluvione che il 27 settembre 1992 aveva mietuto due vittime nel quartiere di Sturla e si aggiunse alla lunga serie di disastrosi allagamenti registrati nel capoluogo ligure (su cui spiccavano, oltre a quello del 1992, anche quello del 7 ottobre 1970), causando lo sdegno dei residenti, che protestarono per l’inefficacia del piano idrogeologico messo a punto dalla Regione dopo gli eventi dell’anno precedente e per il taglio operato dal Governo Ciampi ai 100 miliardi di lire inizialmente stanziati dallo Stato per far fronte ai danni causati dalla furia degli elementi nelle province di Genova e Savona, in un clima politico già reso rovente dalle vicende di Tangentopoli: a tal proposito, il giorno stesso dell'alluvione, fu anche presentata da Lino De Benetti (eletto con i Verdi proprio nel collegio di Genova) un'interrogazione parlamentare.

## Eventi

### La perturbazione in Francia e nel nord-ovest italiano
L’arrivo dell’autunno fu accompagnato da violenti nubifragi abbattutisi prima nel sud della Francia e sul massiccio centrale francese e poi su tutto il nord-ovest dell’Italia, con ingenti danni alle colture. Le acque del Lago Maggiore strariparono in più punti, provocando l'allagamento di vari centri abitati (tra cui Verbania) ed investendo anche la parte elvetica nei pressi di Locarno; si registrarono, inoltre, numerose frane sulle statali della Val Formazza e della Valle Anzasca. Nei pressi di Banchette, poi, lo straripamento della Dora Baltea trascinò in acqua un’auto, causando la morte di due coniugi di 73 e 70 anni.
Forti piogge colpirono anche Milano, la Brianza ed il Comasco, seppur con conseguenze minori.

### La situazione a Genova
Le precipitazioni si concentrarono soprattutto tra le ore 4 e le 15, colpendo particolarmente il ponente e raggiungendo gli 800 mm a San Carlo di Cese. I quartieri di Pegli, Pra' e Voltri furono allagati dai rispettivi torrenti (Varenna, Branega, Leira, Cerusa); in centro, dove nel giro di dieci ore caddero 480 mm, tracimò il Bisagno.
Pegli e Voltri furono inoltre flagellate da due violente trombe d'aria e rimasero temporaneamente senza elettricità. Nel frattempo, anche in centro si verificavano allagamenti, con mezzo metro d’acqua sull’asfalto in corso Sardegna e via Archimede e altrettanta a Sampierdarena; in via Argentina, a Pegli, il livello dell’acqua raggiunse il metro. Danni ingenti furono registrati anche in Val Polcevera: nel quartiere di Pontedecimo la forza del torrente Verde portò al crollo di due ponti.
Anche Masone, nell'entroterra genovese, fu pesantemente colpito con l'esondazione intorno alle ore 13 del torrente Stura di Ovada, l'allagamento di gran parte del paese ed ingenti danni ad abitazioni, fabbriche e negozi.
I mezzi anfibi a disposizione risultarono non bastare e vennero mobilitati soccorritori dalle altre province della Liguria, dal Piemonte e dalla Toscana. Molte furono le persone intrappolate in supermercati, uffici e banche: mentre la tragicità della situazione diventava evidente, tra i genovesi montò la rabbia verso le autorità, accusate di non aver fatto abbastanza per impedire gli allagamenti.

## Conseguenze
Il conteggio delle vittime restituì numeri più bassi di quanto inizialmente previsto: due morti e tre dispersi. Tra questi ultimi vi era il medico praino Achille Dapelo, che sprezzante del pericolo si lanciò in soccorso di alcune persone in balia dell'inondazione del rio San Pietro, rimanendo però travolto dalle acque. Mai più ritrovato, il Tribunale di Genova ne dichiarò la morte presunta nel 1997 e nel maggio 1998 il Quirinale gli conferì, postuma, la Medaglia d'oro al merito civile. A lui fu inoltre dedicato nel 2016 un giardino nei pressi della "Fascia di rispetto".
Negli anni seguenti furono messi a punto piani per la messa in sicurezza del Varenna e dei suoi affluenti; furono ridotte anche le attività estrattive delle cave denominate Coleol e Pian di Carlo, quest’ultima trasformata in discarica di materiali inerti, e una sottostazione Enel costruita sopra il letto del corso d’acqua negli anni '60, costituendo una pericolosissima barriera per il deflusso dell’acqua, fu spostata.